# Bertil Swedin
Nils Bertil Heribert Swedin, född 8 februari 1909 i Stockholm, död 21 november 1994 i Vaxholm, var en svensk läkare och biokemist.
Bertil Swedin var son till konstnären Jonathan Swedin. Efter studentexamen 1929 studerade han vid Karolinska Institutet och blev medicine kandidat 1932, disputerade 1936 samt blev medicine licentiat 1937. Han bedrev studier i kemi och matematik vid Stockholms högskola 1929 och vid Tekniska högskolan 1935–1936. Swedin var amanuens i kemi vid Karolinska Institutet 1933–1938 och var docent i fysikalisk kemi där från 1938. Han var tillförordnad lärare i kemi med läkemedelslära och metallurgi vid Tandläkarinstitutet 1936–1941, assistent vid Medicinska Nobelinstitutets biokemiska avdelning 1938–1940 och underläkare vid Karoliska sjukhusets medicinska klinik 1940–1945. Från 1945 var han laborator i klinisk kemi vid Karolinska Institutet och överläkare vid Karolinska sjukhuset. Swedin företog studieresor till Estland, Storbritannien och de skandinaviska länderna. I sin vetenskapliga produktion behandlade han ämnen främst inom biokemi och invärtes medicin. Bland hans arbeten märks doktorsavhandlingen Untersuchungen über den Aggregationsmechaniusmus der Erythrozyten (1936), som handlade om blodsänkan, samt en serie skrifter om histaminasenzymet.